# Scott Perras
Scott Perras (ur. 25 października 1983 w Reginie) – kanadyjski biathlonista. W Pucharze Świata zadebiutował 29 listopada 2007 roku w Kontiolahti, gdzie zajął 104. miejsce w biegu indywidualnym. Pierwsze punkty zdobył 17 grudnia 2009 roku w Pokljuce, zajmując 32. miejsce w tej samej konkurencji. Najlepsze wyniki osiągnął w sezonie 2012/2013, kiedy zajął 54. miejsce w klasyfikacji generalnej. W 2008 roku wystartował na mistrzostwach świata w Östersund, zajmując 75. miejsce w biegu indywidualnym, 95. w sprincie i 21. miejsce w sztafecie. Najlepsze wyniki osiągnął podczas mistrzostw świata w Novym Měscie, gdzie zajął między innymi 26. miejsce w biegu indywidualnym oraz ósme w sztafecie. Brał też udział w igrzyskach olimpijskich w Soczi w 2014 roku, plasując się na 58. pozycji w biegu indywidualnym, 73. w sprincie i siódmej w sztafecie oraz jedenastej w sztafecie mieszanej.

## Osiągnięcia

### Zimowe igrzyska olimpijskie
| Rok  | Miejscowość | Konkurencje | Konkurencje | Konkurencje | Konkurencje | Konkurencje | Konkurencje | Konkurencje |
| Rok  | Miejscowość | IN          | SP          | PU          | MS          | RL          | MR          | SR          |
| ---- | ----------- | ----------- | ----------- | ----------- | ----------- | ----------- | ----------- | ----------- |
| 2014 | Soczi       | 58.         | 73.         | –           | –           | 7.          | 11.         | –           |

### Mistrzostwa świata
| Rok  | Miejscowość          | Konkurencje | Konkurencje | Konkurencje | Konkurencje | Konkurencje | Konkurencje | Konkurencje |
| Rok  | Miejscowość          | IN          | SP          | PU          | MS          | RL          | MR          | SR          |
| ---- | -------------------- | ----------- | ----------- | ----------- | ----------- | ----------- | ----------- | ----------- |
| 2008 | Östersund            | 75.         | 95.         | –           | –           | 21.         | –           | –           |
| 2009 | Pjongczang           | 107.        | 82.         | –           | –           | 16.         | –           | –           |
| 2011 | Chanty-Mansyjsk      | 49.         | 34.         | 31.         | –           | 11.         | –           | –           |
| 2012 | Ruhpolding           | 45.         | 50.         | 54.         | –           | 13.         | –           | –           |
| 2013 | Nové Město na Moravě | 26.         | 65.         | –           | –           | 8.          | 14.         | –           |

### Puchar Świata

#### Miejsca w klasyfikacji generalnej
| Sezon     | Miejsce |
| --------- | ------- |
| 2007/2008 | –       |
| 2008/2009 | –       |
| 2009/2010 | 105.    |
| 2010/2011 | 68.     |
| 2011/2012 | 66.     |
| 2012/2013 | 54.     |
| 2013/2014 | 74.     |
| 2014/2015 | –       |
| 2015/2016 | –       |

#### Miejsca na podium chronologicznie
Perras nigdy nie stanął na podium zawodów PŚ.